# Chironomus thoracicus
Chironomus thoracicus är en tvåvingeart som först beskrevs av Christian Rudolph Wilhelm Wiedemann 1818.  Chironomus thoracicus ingår i släktet Chironomus och familjen fjädermyggor.
Artens utbredningsområde är Tyskland. Inga underarter finns listade i Catalogue of Life.